# 早上好中国，现在我有冰淇淋

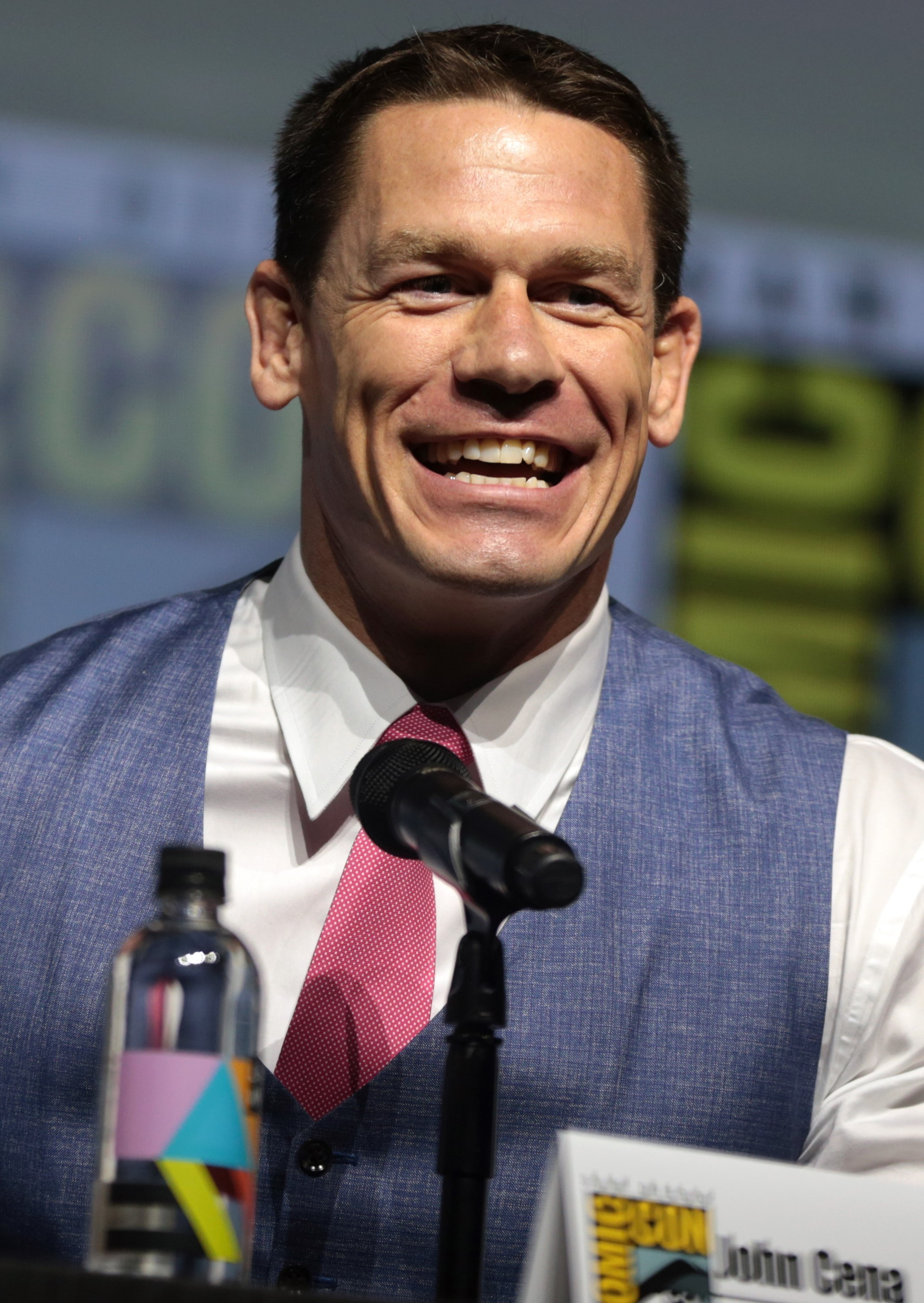
2018年7月的约翰·塞纳

早上好中国，现在我有冰淇淋，當中「冰淇淋」一詞在英語迷因圈又被空耳作“Bing Chilling”，是演员约翰·塞纳为宣传电影《速度与激情9》于2021年5月拍摄视频时所说的一句话，在2021年11月后成为網路迷因和流行语。

## 模因
截至2024年7月31日，“早上好中国，现在我有冰淇淋”原版视频在YouTube上播放量已超過1800万。
视频走红后，TikTok上出现一系列模仿约翰·塞纳吃冰淇淋的视频，拍摄者手持冰淇淋，并以汉语普通话口音重复“早上好中国，现在我有冰淇淋，我很喜欢冰淇淋”等语句。该模因进一步传播后，亦有网友将其挪用嘲讽中国的“社会信用评分”系统。该模因亦衍生出中国国家领导人习近平的恶搞名称江习南（John Xina）。

## 影响
有网友发现2021年12月在Steam上进行体验活动的游戏《Ready or Not》含有名为“BingChilling”的语音文件，事发后，部分玩家在游戏评论区中打差评。